# Yves de Gaulle
Yves de Gaulle (Rabat, 1° settembre 1951) è un funzionario e imprenditore francese.

## Biografia

### Famiglia ed educazione
Yves Michel Louis Henri de Gaulle è nato l'11 settembre 1951 a Rabat (Marocco) del matrimonio di Philippe de Gaulle e Henriette de Montalembert.
Trascorse la sua infanzia in Marocco, dove suo padre era temporaneamente di stanza come ufficiale di marina, e poi crebbe a Parigi, dove frequentò la scuola dall'età di dieci anni.
È padre di due figli.

### Istruzione secondaria e superiore
Al momento degli eventi del Maggio francese, ha frequentato il collegio Saint-Jean-de-Passy.
Laureato in economia, si è diplomato presso l'Istituto di studi politici di Parigi (sezione servizio pubblico, classe 1973). 

### Carriera professionale
Ex studente dell'École nationale d'administration (classe André-Malraux 1975-1977), ha iniziato la sua carriera come amministratore civile presso il Ministero delle finanze nel Dipartimento del Tesoro. Dal 1986 al 1989, è stato segretario generale della Commissione per le privatizzazioni.
Dopo quattordici anni trascorsi al servizio dello Stato, dove il suo ultimo grado fu quello di consigliere referendario alla Corte dei conti, ebbe la sua prima esperienza nel settore privato nel 1989: fu avvocato d'affari presso gli studi KPMG Fidal e poi Jeantet et Associés. Dopo questa esperienza nelle imprese, lasciò questa attività e divenne dirigente senior presso AGF che lo inviò in Spagna. Fu poi dal 1998 al 2001 amministratore delegato del gruppo Euler. Fu infine nominato segretario generale del gruppo Suez e terminò le sue attività come direttore nel 2012 della Compagnie nationale du Rhône (CNR).